# 줄리언 말리
줄리언 말리(Julian Marley, 1975년 6월 4일 ~ )는 잉글랜드의 레게 가수이다.

## 전기
줄리안은 어린 시절을 영국과 자메이카 사이에서 보냈다. 어린 시절부터 음악에 관심이 있었던 줄리안은 악기들 중에서 키보드, 드럼,베이스, 기타를 연주하는 법을 배웠다. 그는 형제인 Ziggy Marley 및 Stephen Marley와 함께 1989년에 제작 회사인 Ghetto Youth International에 참여하게 되었다. 줄리안은 1996년 아침에 Lion의 솔로 앨범을 발매하고 월드 투어를 시작했다. 형제 Damian Marley과 1997년에 Lollapalooza 축제에 함께 방문했다. 그의 두 번째 앨범 A Time And Place는 2003년에 발표되었다. 2008년 자메이카 정부는 Julian과 Uprising 밴드를 초대하였고 자메이카를 대표하여 베이징 올림픽에서 공연했다. 그의 세 번째 앨범 인 Awake (2009년에 발매)는 Best Reggae Album 부문에서 권위있는 그래미 상을 수상했다. 그는 2011년 모로코 라바트에서 열린 마와 진 축제에 참가했다. 모로코인 아들 Driss Mysti의 요청이었다. 2013년 1월 방글라데시 다카에서 레게 콘서트를 가졌으며 2013년 8월 스위스 제네바의 페테 드 제네 브에서 공연했다.

### 어린 시절
줄리언 말리 (Sulix Marley), 그는 영국에서 태어난 Bob Marley의 유일한 아들이다. 줄리언은 영국의 어머니 루시 파운드가 자라서 자메이카를 자주 방문하여 형제들을 방문했다. 자라면서 그는 음악적 분위기에 둘러싸여 음악 라이프 스타일을 빠르게 개발하고 채택하는 데 도움이 되었다. 어려서 그는 베이스, 드럼, 기타 및 키보드를 능숙하게 연주하는 방법을 스스로 가르쳤다. 5 세의 어린 나이에 줄리언은 자메이카 킹스턴에 있는 말리 가족의 집에서 첫 시위를 녹음했다. 자라면서 줄리언은 잉글랜드와 자메이카 사이에 살았고 결국 플로리다 마이애미 마이애미에서 가족이 라이온스 덴이라는 자체 스튜디오를 소유 한 홈베이스를 만드는 것을 발견했다. 줄리언은 마음에 자메이카 인 이었지만 영국의 양육은 음악에 큰 영향을 미친다고 한다. 줄리안은 "아버지 인 밥 말리가 영국에 낳은 음악적 뿌리의 일부가 되는 특권을 느낀다. 그가 준 문화적 선물과 음악적 창작물에 대해 기대한다"고 말했다. 1993년, 줄리언은 자메이카로 이사하여 형제들과 더 가까워지면서 말리 브라더스가 자신의 음악적 경로를 형성하도록 영감을 주었고 줄리안, 스티븐, 데미안, 키마니가 만든 "게토 청소년 크루"라는 그룹을 만들었다. 이 프로젝트는 형제들이 3년 동안 미국을 여행하는 데 성공한 것으로 나타났다. 줄리언 말리 (Julian Marley)는 오늘날 인정받는 대다수 레게 예술가들보다 음악의 의식적인 움직임에서 순위가 높다. 줄리언은 도전적인 명성을 쌓았다. "Ju Ju"라고도하는 줄리언은 국제 선교에 착수 할 뮤지컬 비전가와 함께 영적인 영혼을 유지한다. 줄리언은 "다음 단계는 계획하지 않고 계속 진행한다. 자 h 작품과 어떻게 든 자연스럽게 그런 방식으로 모일 것이다."

### 뮤지컬 커리어
1996년 줄리언은 데뷔 앨범 "Lion in the Morning"을 발매했다. 그 첫 번째 앨범은 대중의 시선을 끄는 데 도움이 되었다. 이 앨범은 자메이카 킹스턴의 Tuff Gong Studios에서 녹음되었다. Hope Road의 새롭게 개조 된 Marley Music Studio로도 알려져 있다. 그곳은 그의 아버지 Bob Marley가 그의 가장 유명한 작품을 만든 곳과 같은 녹음 스튜디오였다. 줄리언은 자신이 자랑스럽게 여기는 뿌리와 유산을 반영하기 위해 "아침의 사자"를 만들었다. 이 앨범에는 Owen "Dreddie"Reid, Earl Chinna Smith, Tyron Downie, 형제 Stephen Marley, Cedella Marley 및 Sharon Marley의 다양한 유명 음악가가 포함되어 있다. 기록에 이어 봉기와 함께 성공적인 국제 여행이 이어졌다. 그의 투어 중 일부 투어는 자메이카 Sumfest 및 Sunsplash Show, 뉴욕 센트럴 파크 서머 스테이지 콘서트 시리즈의 Marley Magic 가족 공연 및 브라질, 일본 및 멕시코와 같은 영토였다. 그해 많은 성과와 함께 줄리언은 Lollapalooza Tour에서 그의 형제 Damian과 함께 일할 수 있는 기회를 얻었다. 이시기에 그는 자메이카에서 애스턴 "패밀리 맨" 배럿, 얼 "와이어" 린도, 타이론 다우니, 얼 스미스와 같은 전설적인 재향 군인들을 대상으로 노래 새에 영감을 주었다. 줄리안은 이번에는 "업 라이징"과 "무엇을 잘못했는지"라는 두 곡의 미공개 곡을 썼는데, 그 이유는 와일러의 드러머 인 칼튼 바렛 (Carlton Barrett 's)이 자메이카에서 집 밖에서 살해 된 것이기도 하다. 그 후 그는 젊은 자메이카 음악가들로 구성된 그의 노래에서 영감을 얻은 The Uprising이라는 레게 밴드를 결성했다. Uprising과 줄리언은 계속해서 유명한 형제 Ziggy Marley와 그의 밴드 인 Melody Makers를 위해 문을 열었다. 그는 드럼 연주를 한 Carlton Barrett의 아들을 포함하여 Wailers와 함께 공연 할 기회도 얻었다.